# Artoria lineata
Artoria lineata es una especie de araña araneomorfa del género Artoria, familia Lycosidae. Fue descrita científicamente por L. Koch en 1877.
Habita en Australia (Australia del Sur, Nueva Gales del Sur a Tasmania).